# 가라비교
가라비교(프랑스어: Viaduc de Garabit, 가라비 고가교)는 프랑스 캉탈주 륀장마르그리드와 발다르코미 인근의 트뤼예르강을 가로지르는 철도용 아치교로, 마시프상트랄 산악지대에 위치해 있다.
1882년~1884년 프랑스의 건축가 귀스타프 에펠이 공학자 모리스 쾨슐랭의 구조공학 자문을 받아 설계하여 1885년에 개통되었다. 총 길이는 565m, 중앙 아치의 길이는 165m에 달한다.

## 역사

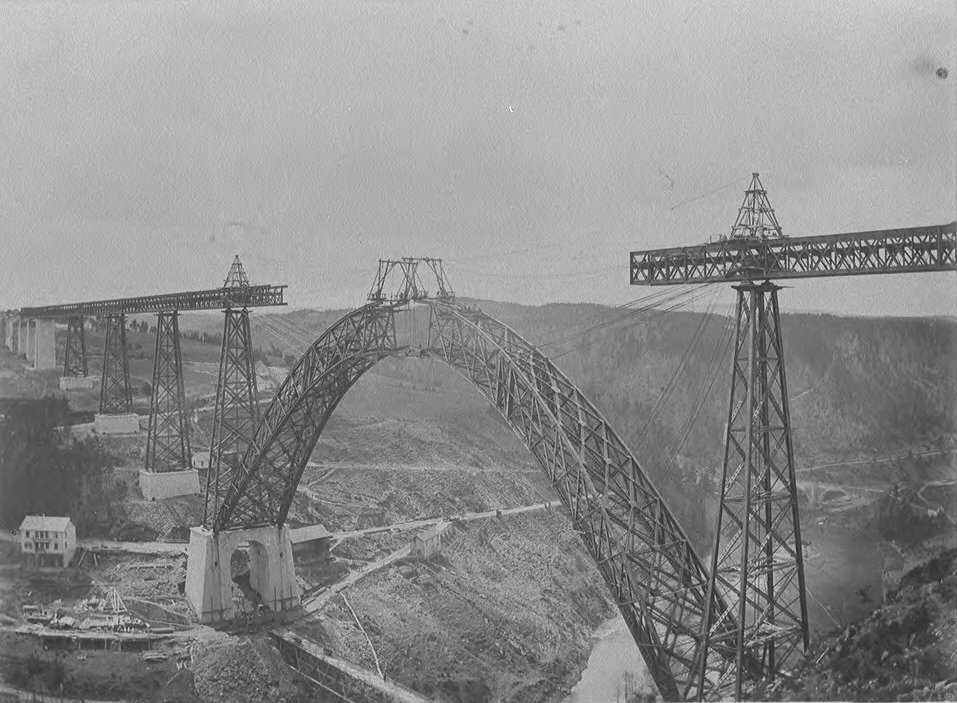
1884년 4월 18일 건설 당시의 모습. 알퐁스 테르페로 촬영.

1870년대 후반 귀스타브 에펠이 테오필 세이리그와 함께 설립한 '에펠 에 시' (Eiffel & Cie)는 당대 프랑스의 대표 건축공학 기업으로 자리매김했다. 1875년~1877년 포르투갈 포르투의 도루강을 지나는 마리아피아교가 이 시기의 대표작이다.
이후 캉탈주의 마르브졸과 뇌사르그를 잇는 철도의 건설이 추진되면서 트뤼에르강을 기로지르는 고가교가 건설될 예정이었는데, 건설당국은 마리아피아교와 비슷한 지형조건임을 감안하여, 통상적인 경쟁입찰을 거치지 않고 귀스타브 에펠에게 설계를 의뢰하게 되었다. 실제로는 에펠 사의 마리아피아교 설계 사례를 보고 가라비교를 건설하게 되었다는 평가도 있다.
1885년 11월 단선으로 개통한 가라비 고가교는 길이 565m, 중량 3,587톤에 달했다. 여기서 하중변형의 범위가 8mm에 불과했으며 귀스타브 에펠이 사전에 계산한 수치와 들어맞았다는 점이 특기할 만하다. 교량의 고도는 강 수면을 기준으로 124m에 달했으며 당시 세계에서 가장 높은 아치교로 기록되었다. 공사 비용은 총 310만 프랑으로 추산됐다.

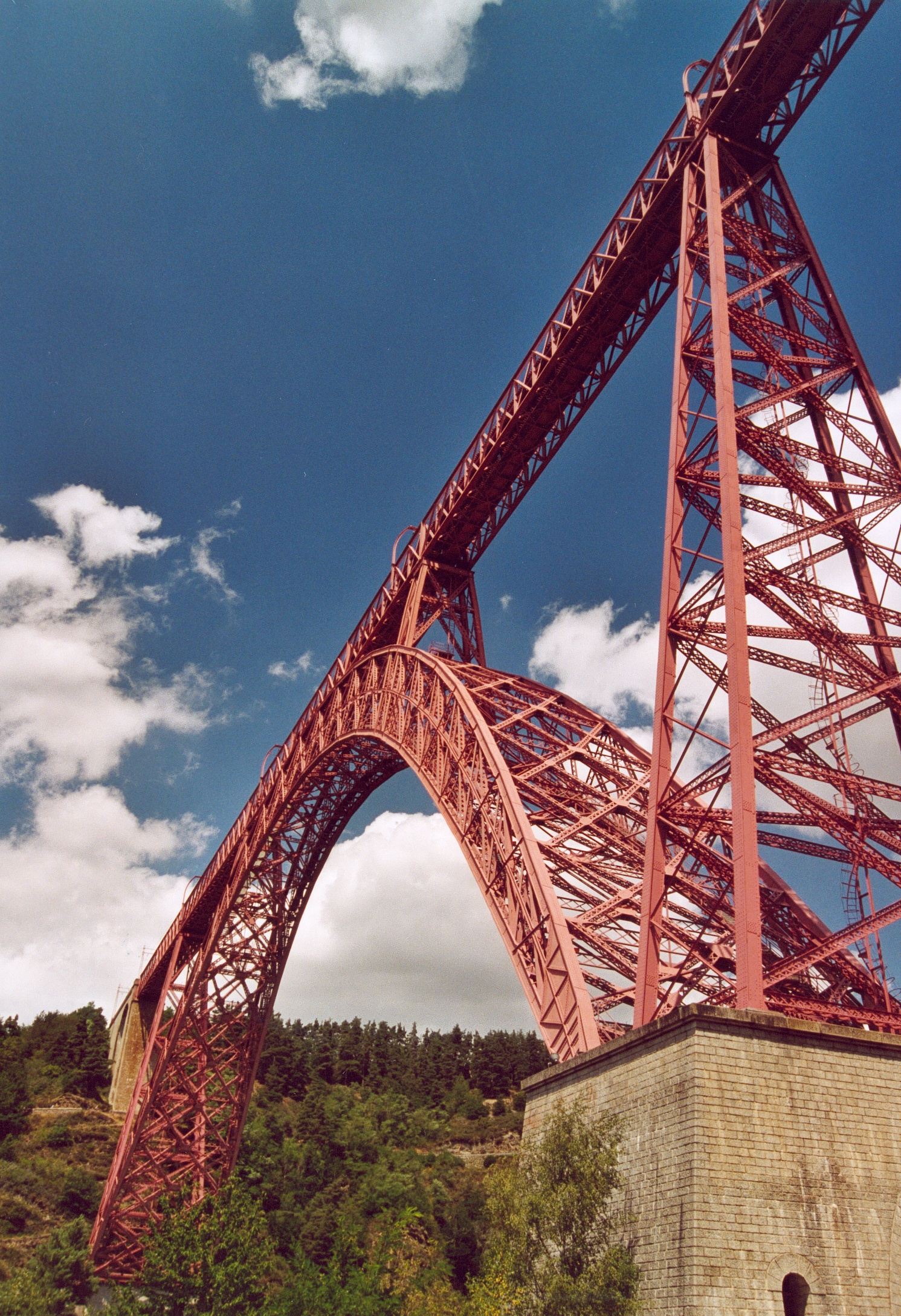
아래에서 본 모습

1885년 개통 이후 백년이 넘는 세월동안 클레르몽페랑-베지에 편도노선을 운행하는 여객열차가 매일 한 대씩 고가교 위를 지나갔다. 그러나 2009년 9월 11일 고가교의 기초 말뚝에서 균열이 발견되어 폐쇄 조치가 내려지는 일이 있었다. 긴급 안전검사를 거친 뒤 2009년 10월부터 다시 통행이 재개되었으나 10km/h 미만의 속도로 운행하라는 제한이 내려졌다.

## 대중 문화에서의 언급

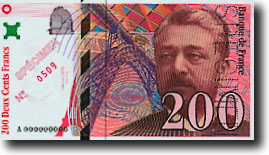
귀스타브 에펠과 가라비교를 도안으로 삼은 200프랑 지폐

1996년 프랑스 은행에서 발행했던 200프랑 지폐에 귀스타브 에펠과 함께 뒷배경으로 가라비교를 도안으로 도입하였다.
1976년 영화 《카산드라 크로싱》에서 출입이 통제되어 있는 '카산드라교'의 로케이션 촬영 장소로 쓰였다. 작중 카산드라교는 사용되지 않고 버려진 지 30년~40년이 넘었으며 인근 주민들이 다리가 무너질까 두려워 이사를 갈 정도로 위험한 곳으로 묘사된다.

## 같이 보기
- 프랑스의 교량 목록